# Домбра
Домбра́ (ног. домбра, каз. домбыра) — струнный щипковый музыкальный инструмент, который существует в культуре казахов, ногайцев, а также калмыков.

## История
В 1989 году в Казахстане в Алматинской области, высоко в горах на плато (жайляу) «Майтобе» профессором С. Акитаевым, с помощью этнографа Жагда Бабалыкулы, был обнаружен наскальный рисунок с изображением музыкального инструмента и четырёх танцующих человек в разных позах. По исследованиям известного археолога Кемаля Акишева, данный рисунок датируется периодом неолита. Сейчас этот рисунок находится в музее народных инструментов им. Ыкыласа Дукенулы в городе Алматы, Казахстан. Как видно из рисунка, инструмент, изображенный древним художником на скале, сильно похож на домбру по форме. На основании этого можно сказать, что прототип нынешней домбры имеет возраст более 4000 лет и является одним из первых щипковых инструментов — предтечей современных музыкальных инструментов подобного вида.

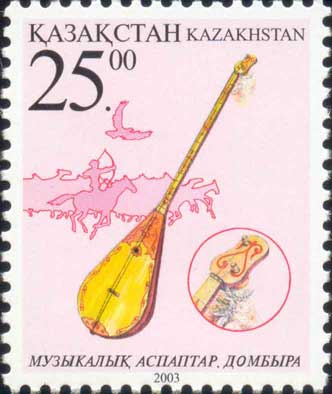
Домбра на почтовой марке Республики Казахстан

Археологическими исследованиями установлено, что сакские кочевые племена использовали двухструнные музыкальные инструменты, которые схожи с казахской домброй и могут являться её прототипом, более 2 тыс. лет назад.
Также в своё время во время раскопок древнего Хорезма были найдены терракотовые статуэтки музыкантов, играющих на щипковых инструментах. Ученые отмечают, что хорезмийские двухструнки, бытовавшие не менее 2000 лет назад, имеют типологическое сходство с казахской домброй и были одним из распространенных инструментов среди ранних кочевников, живших на территории Казахстана.
По письменным памятникам евразийского континента можно сделать вывод, что домбра и её родственные инструменты других народов на материке хорошо известны с давних времен. В памятниках разных периодов на евразийском пространстве мы узнаем о присутствии этого щипкового инструмента, в частности из памятников сакского, гуннского происхождения. Также встречается этот инструмент и у куманов. Куманы — европейское название кипчаков. До нас дошли музыкальные произведения (кюи) тех лет как: «Волны Иртыша» (каз. Ертіс толқындары), «Печальная девушка» (каз. Мұңды қыз), «Рысь» (каз. Тепен көк), «Хромой гусь» (каз. Ақсақ қаз), «Светлая верблюдица» (каз. Бозінген), «Одногорбый верблюд» (каз. Желмая), «Топот кулана» (каз. Құланның тарпуы), «Глубокое переживание» (каз. Көкейкесті) и др.
Марко Поло в своих трудах отмечал, что этот инструмент присутствовал у воинов тартар. Они пели и играли на нём перед боем для достижения соответствующего настроя.
В 2012 году была создана электродомбра.
Кроме собственно казахской (каз. домбыра) и ногайской приазовья (ног. домбра) домбры, аналогичные инструменты присутствует у многих народов: в русской культуре есть схожий по форме инструмент — домра, в таджикской — Думрак, в узбекской — Думбыра, Думбрак, в туркменской — схожий по форме Дутар, в башкирской — думбыра, в азербайджанской и турецкой культуре — саз, в якутской — таҥсыр. Различаются эти инструменты иногда количеством (до 3 струн), материалом струн (нейлон, металл) и достаточно несходному звучанию.

## Легенды о происхождении домбры
О домбре и её происхождении существуют легенды:
- До этого современная домбра была похожа на Комуз, Дутар,... Джучи-хан был старшим и любимым сыном Чингисхана и отцом хана Батыя. Охотившийся в кыпчакских степях, Джучи-хан был сбит с лошади и растерзан вожаком стада куланов. Никто не осмеливался известить грозного Чингисхана о трагической смерти его любимого сына. Чёрного вестника ожидала жестокая казнь. Чингисхан обещал сообщившему ему о смерти сына залить в глотку расплавленный свинец. Нукеры хана нашли выход из положения. Они привели в ставку Чингисхана простого домбриста по имени Кет-Буга и поручили тому озвучить страшную весть. Кет-Буга перед очами грозного хана не произнёс ни слова. Он просто сыграл свой кюй (муз. жанр для домбры) «Хромой кулан» (каз. Ақсақ құлан). Прекрасная музыка великого жырау Кет-Буга донесла до хана суровую правду о варварской жестокости и бесславной смерти. Разгневанный Чингисхан, помня о своей угрозе, велел казнить домбру. Говорят, что с тех пор на верхней деке домбры так и осталось отверстие — след расплавленного свинца. Мавзолей Джучи-хана сохранился на берегу древней реки Кара-Кенгир в Джезказганской области.  «Хромой кулан» — одна из прекрасных казахских легенд, воспевающих силу и бессмертие искусства.
- Легенда о происхождении домбры гласит, что в давние времена на Алтае жили два брата-великана. У младшего брата была домбра, на которой он очень любил играть. Как заиграет, так бездельник обо всём на свете забывает. Старший же брат был самолюбивым и тщеславным. Однажды он захотел прославиться, для чего решил построить мост через бурную и холодную реку. Стал камни собирать, начал мост строить. А младший брат всё играет да играет.

Так день прошёл, и другой, и третий. Не спешит младший брат на помощь старшему, только и знает, что играет на любимом инструменте. Разозлился старший брат, выхватил у младшего домбру и что было силы ударил ею о голову брата. Разбился великолепный инструмент, смолкла мелодия, но остался на голове отпечаток.
Прошло много лет. Нашли люди этот отпечаток, стали по нему новые домбры делать, и вновь зазвучала музыка в молчавших долгое время селениях.
- Легенда об обретении домброй современного вида гласит, что раньше домбра была с пятью струнами и без отверстия посередине. Таким инструментом владел известный на всю округу славный джигит Кежендык. Влюбился он однажды в дочь местного хана. Хан пригласил Кежендыка к себе в юрту и приказал доказать свою любовь к его дочери. Джигит стал играть, долго и красиво. Он исполнил песню и о самом хане, о его жадности и алчности. Хан разозлился и приказал испортить инструмент, вылив на середину домбры горячий свинец. Тогда же выжглось отверстие посередине и остались только две струны.
- Ещё одна легенда о происхождении домбры похожая на предыдущую. У местного хана на охоте от клыков кабана погиб сын, и слуги, боясь гнева хана (он пригрозил залить глотку кипящим свинцом тому, кто скажет ему, что с сыном произошло что-то недоброе) отправились к старому мастеру Али за советом. Тот смастерил музыкальный инструмент, который назвал домброй, явился к хану и заиграл на ней. Застонали, заплакали струны, словно жалобный шум леса пронёсся под шёлковым шатром ханской палатки. Резкий свист ветра смешался с воем дикого зверя. Громко вскрикнули струны, словно человеческий голос, прося о помощи, так домбра рассказала хану о смерти его сына. Вне себя от гнева хан приказал плеснуть горячим свинцом в круглое отверстие домбры.

## Домбра в казахской культуре

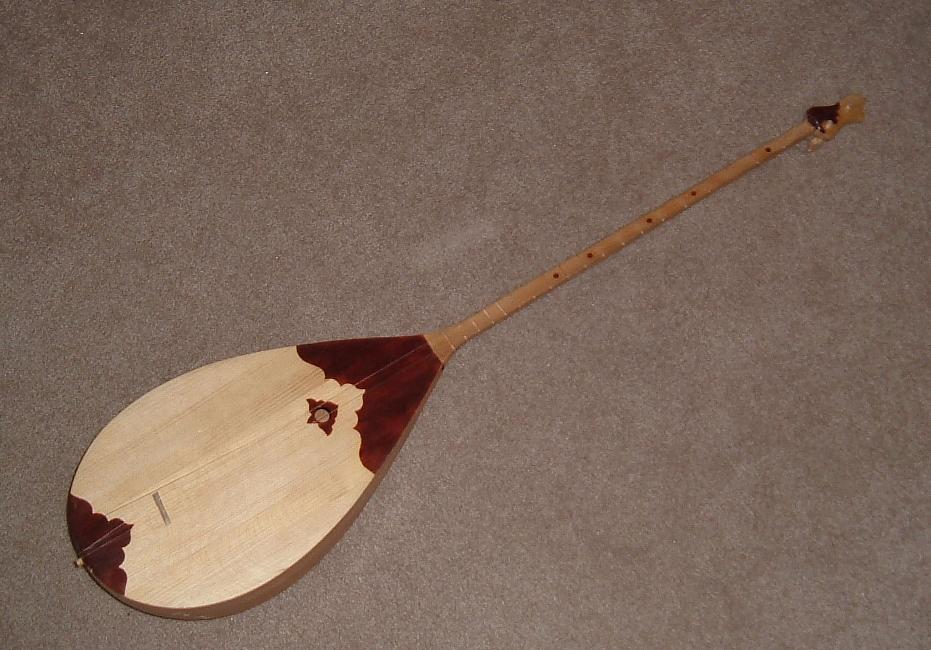
Казахская домбра

Традиционно это двухструнный инструмент, являющийся основным в казахской народной музыке. Применялся и применяется в качестве аккомпанирующего и сольного. Широко используется современными казахскими исполнителями.
Корпус — грушевидной формы со звуковым отверстием (люком); длинный гриф, разделённый ладами. Струны обычно настроены в кварту или квинту.
Одним из величайших домбристов является казахский народный музыкант и композитор Курмангазы, оказавший большое влияние на развитие казахской музыкальной культуры, в том числе — и музыки на домбре: его музыкальная композиция «Адай» популярна в Казахстане и за рубежом.
В оркестре казахских народных инструментов присутствует контрабас-домбра, предложенная профессором Ахметом Жубановым.
Домбра — самый популярный казахский музыкальный инструмент.

### Инструмент кюя
Для казахов кюй — больше чем произведение, это звучащая страница истории своего народа, его обычаев и культуры. Поэтому казахи так высоко ценили исполнителей кюев — кюйши, среди которых домбристы составляли подавляющее большинство (кюи исполняются не только на домбре). В казахском народе говорят: «Нағыз қазақ — қазақ емес, нағыз қазақ — домбыра!», что означает «настоящий казах это не сам казах, настоящий казах — домбра!». Тем самым подчеркивается важность умения играть на домбре для каждого казаха, что подчеркивает особую любовь казахов к этому инструменту.

### День домбры
Первое воскресенье июля объявлено в Казахстане Днём национального музыкального инструмента домбры. Впервые он отмечался 1 июля 2018 года.

## Конструкция
Длина домбры составляет 80—130 см. Лады могут быть навязными, врезными, или, как у узбекской домры, отсутствовать совсем.
- Шанак  — корпус домбры, выполняет роль усилителя звука.
- Какпак — дека домбры. Воспринимая посредством вибрации звуки струн, усиливает их и придаёт определённую окраску звучанию инструмента — тембр.
- Пружина — это балка на деке с внутренней стороны. В казахской домбре пружины раньше не было. У домбры сейчас для улучшения звука аналогичная пружина крепится в верхней части панциря и возле подставки. Как правило, она изготовляется из ели с выдержкой в несколько десятилетий без признаков гнили.
- Порожки — разъединяют «клавиши» на домбре.
- Обечайки изготавливаются из клёна.
- Подставка (тиек) — очень ответственный функциональный элемент домбры. Передавая колебания струн на деку и создавая первый резонансный контур на пути распространения колебаний от струн к корпусу, подставка является подлинным ключом к звучанию домбры. От её качеств, формы, веса и настройки зависят сила, ровность и тембр звучания инструмента.
- Струна — источник звуковых колебаний домбры. На домбре традиционно использовались жильные струны, изготавливаемые из бараньих или козьих кишок. Но наиболее подходящей по звучанию оказалась обычная рыболовная леска. Как результат сегодня мы имеем единственный, широко распространённый вид домбры стандартной формы со струнами из лески, утративший неповторимый тембр звучания.

## Строй
| Струна | Нота     | Октава |
| ------ | -------- | ------ |
| 1      | g (соль) | Малая  |
| 2      | d (ре)   | Малая  |

Звучание открытых струн домбры образует её квартовый строй. Также он может быть и квинтовым. Последовательность тонов для домбры, начиная с первой струны, самой высокой по тону: соль, ре (малой октавы).
Интервалы между струнами: g{ч.4}d (буквенная нотация по Гельмгольцу, ч.4 — чистая кварта).
Музыкальный диапазон домбры с 19 ладами на грифе составляет две полных октавы (часть малой октавы, первую и часть второй): от ре малой октавы до ре второй октавы.